# Final Fantasy IV
Final Fantasy IV (ファイナルファンタジーIV Fainaru Fantajī Fō?) es un videojuego desarrollado y hecho por Squaresoft en 1991 formando parte de la serie de videojuegos Final Fantasy. Fue el primero de la saga que salió para la consola SNES. En ella se eliminó la elección de oficios que había aparecido en la tercera parte y los personajes tienen nombres de antemano. Este fue el primer Final Fantasy que realmente contaba con una historia distinguiblemente más complicada y llena de giros, además de que la versión japonesa para Super Nintendo fue dividida en versiones normal e EASY TYPE.

## Novedades
Final Fantasy IV introdujo novedades muy importantes en la saga Final Fantasy y en los juegos de rol en general. El sistema "Batalla en Tiempo Activo (BTA)" (ATB - Active Time Battle) fue tomado como referencia y utilizado por los seis siguientes entregas de la saga, desde la quinta hasta la novena. El innovador y profundo argumento, con giros, y sorpresas, el empleo de nuevas técnicas gráficas (como el Modo 7) y la aclamada banda sonora por parte de Nobuo Uematsu hacen, según crítica y público, que se considere la cuarta entrega de la serie como uno de los mejores juegos de toda la historia y de la saga.
Algo destacable de este juego fue la aparición del chocobo negro, ahora capaz de volar. Los chocobos aparecieron por primera vez en la segunda entrega de la saga. Los gráficos no eran demasiado buenos ni para la época en la que el juego fue publicado, pero por su historia este juego es uno de los mejores de toda la saga.

## Jugabilidad
El tipo de juego de Final Fantasy IV se puede categorizar como un estándar del RPG; los personajes viajan a través del mundo para lograr completar los objetivos de varias aventuras, llegando a ciudades para recuperar su fuerza, comprar equipo nuevo y descubrir pistas, al mismo tiempo que pelean contra monstruos en intervalos de tiempo al azar. El juego también introduce el característico sistema de Square de "batalla en tiempo activo" (BTA), que difiere de los juegos anteriores de Final Fantasy (y de la mayoría de los RPGs en general) en la que los jugadores deben dar órdenes a sus personajes en tiempo real. El sistema BTA aparece otra vez en los siguientes cinco juegos de Final Fantasy, también hizo aparición en otros juegos producidos por la misma compañía, incluyendo a Chrono Trigger y Final Fantasy X-2, o por otras compañías.
En combate, cada personaje tiene ciertas fortalezas y debilidades, incluyendo poderes para lanzar encantamientos u otras capacidades especiales. Al igual que en otros juegos de Final Fantasy, los personajes van ganando habilidades cuando ganan experiencia en los combates. La magia se divide en varias categorías diferentes:
- «Blanca», o curativa y de soporte.
- «Negra», o magia ofensiva.
- «Invocación», magia que utiliza Rydia para llamar a entidades o deidades que la asistirán dañando al enemigo o realizando alguna función especial para el grupo.
- «Ninjutsu», un tipo especializado de magia ofensiva y de soporte usada exclusivamente por Edge.

Los personajes que pueden usar hechizos (8 de los 12 personajes disponibles) ganan nuevos hechizos a cierto nivel de experiencia preprogramada o en algunos suceso de la trama; por esta razón, el sistema de desarrollo de Final Fantasy IV se considera el más simple de los juegos de la serie Final Fantasy. 
A pesar de tener un mundo muy amplio a explorar, Final Fantasy IV es un RPG muy lineal. Esto significa que en la mayoría de los puntos a través de la historia del juego, los jugadores pueden avanzar en la trama tan solo de una manera, con oportunidades limitadas en cuanto a rutas alternativas o aventuras adicionales. Debido al sistema de adquisición de capítulos de su secuela, el estilo de juego es más abierto en esta.

## Historia

### Argumento
La historia se lleva a cabo en una Tierra ficticia (en un sistema solar muy parecido al nuestro), donde existen cuatro cristales que están ligados a los cuatro elementos. El protagonista es Cecil Harvey, un Caballero Oscuro y capitán de la flota aérea del reino de Baronía, las «Alas Rojas», la más poderosa del mundo. Junto a Kain, su amigo de la infancia y soldado de los conocidos como "Draconarius" (especialistas en usar lanzas y en ataques aéreos, ya antes vistos en Final Fantasy II y III) cumplen las órdenes del Rey de Baronía que últimamente han sido extrañas y controvertidas. Después de la llegada de Cecil de su última misión, este le cuenta al Rey sobre las dudas que tienen sus camaradas sobre sus sangrientas últimas misiones. El Rey lo toma como un acto de desconfianza y como respuesta lo releva de su puesto y lo envía a una misión forzosa junto con Kain al pueblo lejano de Mist para llevar un anillo. Al llegar los dos, el anillo automáticamente libera a muchos Boms (monstruos pirotécnicos) que acaban con ese pueblo y dejan como única sobreviviente a una niña con poderes de invocación llamada Rydia. Tras varios días de sospecha, es aquí cuando Cecil confirma que las intenciones del rey ya no son las que una vez fueron y, al ser tan drásticas, van en contra de lo que él cree correcto. Después de un momento de resolución, Cecil decide no volver al reino y Kain decide acompañarlo y llevarse a la niña para protegerla, pues accidentalmente han matado a su madre ya que al ser una invocadora, al matar a su invocación también mataron sin saberlo a la mujer. Horrorizados por lo que acabaron de hacer, ambos hombres deciden desertar de Baronia. 
Inmediatamente después, la niña se despierta y producto de su ira, invoca al Eidolon de la Tierra: Titán, el cual provoca un terremoto que separa súbitamente a Cecil de Kain, dejando al primero a cargo de la niña y sin una pista sobre su amigo. Cecil se queda junto a la niña para protegerla. Es entonces cuando Cecil y Rydia descubren en su intento de regresar a Baronía al llegar al pueblo de Kaipo que Rosa ha contraído la fiebre del desierto (Rosa, preocupada por el no regreso de Cecil había decidido salir a buscarlo) y en su búsqueda del antídoto, conocen al sabio Tellah quien los ayuda con la tarea y posteriormente se les une el príncipe cobarde del reino de Damcyan Edward Chris von Muir que  además es el único sobreviviente de la familia real ya que Damcyan fue atacada por Baronia y el cristal de Fuego fue robado; tras salvar a Rosa, reclutan al monje de Fabul Yang Lang Faiden. Sin embargo, en su recorrido se reencuentran una vez más con Kain quien inexplicablemente continúa la sangrienta campaña de obtener los cristales para su rey. 
El grupo pronto se da cuenta de que Kain está siendo manipulado por Golbez, un hechicero muy poderoso que asume el control de las Alas Rojas y es quien está realmente interesado en la búsqueda de los cristales. Decididos a detenerlo, el grupo (tras perder a Rosa, quien fuera secuestrada por Kain y Golbez) parte por mar hacia Baronía pero son interceptados en su recorrido por el Eidolon Leviatán, que hace que el grupo termine separándose en el mar. Cecil termina entonces en Misydia donde comenzó la campaña de las Alas Rojas para apoderarse de los cristales y como era de esperarse, es duramente repudiado por todo su pueblo, a excepción del gran sabio de la comunidad de magos del pueblo quien le dice que la única manera de poder redimirse de sus pecados y de paso obtener el poder para detener a Golbez era adentrándose al Monte Ordalía para convertirse en el guerrero de la luz, un Paladín. Para ello, es asistido por los aprendices de magos Palom y Porom. En el recorrido se reencuentran con el Sabio Tellah, que ha aprendido un hechizo poderoso para combatir a Golbez (responsable directo de la muerte de su hija Anna cuando Baronía atacó Damcyan) y tras encarar a sus demonios internos, Cecil consigue la iluminación y se convierte finalmente en Paladín.
Una vez completada esta tarea, Cecil y sus compañeros se infiltran en Baronía, se reencuentran con Yang el cual les dice que  Rydia fue tragada por Leviatán asumiendo con ello que había muerto y luego se adentran en el castillo para descubrir que el rey fue sustituido por un servidor de Golbez al que Cecil y sus aliados matan, pero cuando pretendían salir del salón del trono, descubren que el subordinado aún estaba vivo y activó un mecanismo que hace que las paredes de la entrada comiencen a contraerse. Palom y Porom entonces deciden lanzar sobre sus cuerpos el hechizo de petrificación para detener la contracción y salvar a Cecil, Yang y Tellah. Desafortunadamente, al usar el hechizo bajo voluntad propia los hermanos no pueden romperlo, por lo cual quedan petrificados. Tras esto, el grupo ahora compuesto por Cecil, Tellah, Yang y Cid parten hacia Troia con el objetivo de salvaguardar el cristal de la Tierra, que aún no había sido obtenido por Golbez. Tras obtenerlo, Cecil y su grupo se reencuentran con Kain, quien les dice que si quieren recuperar a Rosa, tendrán que ir a la Torre de Zot donde está Golbez para intercambiarla por el cristal. Una vez llegan a la cima y cuando estaban por hacer el intercambio, Tellah se deja llevar por su rabia y comienza a arremeter contra Golbez lanzando hechizos muy poderosos que no surten efecto en él; Tellah entonces decide sacrificar su vida al lanzar el hechizo prohibido, Meteo, con el cual hiere gravemente a Golbez obligándolo a huir. Pero debido a que era un hechizo muy poderoso, Tellah fallece por usar toda su energía vital en el conjuro. Con Rosa y Kain (que se revela que estaba siendo manipulado por Golbez), Cecil y los demás parten hacia el Inframundo ya que han descubierto que Golbez también busca los cristales del mundo subterráneo para abrir un portal hacia la Luna.
Al llegar al Inframundo, se dan cuenta de que las fuerzas de Golbez ya están en combate con la tribu de los Enanos por lo que terminan estrellándose cerca del castillo del Rey Giott el cual decide ayudarlos al ver que no estaban de parte de Golbez y sus fuerzas por lo que  decide enseñarles el camino hacia la cámara del cristal. Lastimosamente son espiados por un subordinado de Golbez que informa a su señor y este se presenta en persona para obtener el cristal por la fuerza enfrentándose a Cecil y su grupo demostrando lo poderoso que es. Cuando está por asesinar a Cecil, una joven que Cecil conoce, entra en escena para auxiliar al grupo de héroes. Se trataba de Rydia quien reaparece con una apariencia más madura y en completo control de sus poderes. Aunque logran derrotar a Golbez, fallan en su misión de evitar el robo del cristal. Rydia explica que la razón de su cambio de apariencia se debió a que fue transportada por Leviatán al reino de los Eidolones en donde ella se sometió a un entrenamiento especial para usar sus poderes de invocación, pero en este lugar el tiempo fluye de forma diferente ya que, lo que para Cecil y los demás eran varios días en su aventura, para Rydia transcurrieron varios años.

### Personajes

#### Los protagonistas
- Cecil: Cecil Harvey es el capitán de las Alas Rojas de Baronía, primero un Caballero Oscuro pero al arrepentirse de sus crímenes pasados decide abandonar su hogar y transformarse en una persona de corazón puro, un Paladín. Su madre era humana, pero su padre era Kluya, un lunario.

- Como Caballero Oscuro su habilidad es Oscuridad que sacrifica una cierta cantidad de vida para atacar a todos los enemigos. En las versiones 3D esta habilidad cambia su efecto de hacer daño a aumentar el poder de ataque a cambio de Vitalidad
- Como Paladín obtiene Protección, que recibe daño en defensa de los personajes débiles.

- Rosa: Rosa Farrel es una maga blanca que tiene gran habilidad con el arco. Rosa y Cecil están enamorados, y ella va en su búsqueda. Lo que más desea es estar junto a él, y por eso no le obedece en ocasiones en que se va a misiones peligrosas.

- Su habilidad es Rezar la cual recupera una moderada cantidad de PV sin costo adicional de magia, sin embargo, tiene una baja posibilidad de fallar.

- Kain: es el comandante de los draconarius, guerreros expertos en lanzas y ataques aéreos. Es el mejor amigo de Cecil y su rival, puesto que tiene afección por Rosa. Por su carácter, es el personaje más frío y oscuro de todos, lo que lo lleva incluso a la traición.

- Su habilidad es Salto la cual hace que Kain se eleve por los aires evitando el daño y al caer, genera mucho más daño.

- Rydia: es una Invocadora de Mist que usa magia negra y blanca cuando es una niña. Más adelante olvida cómo usar magia blanca tras su estadía en el Limbo pero en cambio tiene magia negra más poderosa. Siente cierta fobia al fuego ya que su pueblo fue quemado. Mide 1,07 m (3′ 6″), pesa 18 kg (40 lb) y tiene 7 años.

- De niña posee un nivel muy básico de Magia Blanca
- Tiene la habilidad Invocar la cual llama monstruos al combate para atacar.

- Edge: Edward "Edge" Geraldine (エドワード・"エッジ"・ジェラルダイン Edowādo "Ejji" Jerarudain?) es un príncipe ninja de Eblan. Usa kunais y espadas extrafinas. Lanza shurikens y roba objetos del enemigo. Es leal y alegre, pero también narcisista. Le encanta piropear a Rosa y a Rydia, en especial a esta última.

- Como habilidad tiene Robar, la cual puede despojar objetos del enemigo.
- Posee la magia Ninjutsu que son conjuros similares a la Magia negra, perteneciente a los ninjas.

- Tellah: es un Sabio, por ende experto en magia negra y blanca. Después de que su hija Anna muriera a manos de las Alas Rojas ahora al mando de Golbez, decide aprender Meteo. El resto del juego se presenta como un personaje impetuoso cuyo único deseo es la venganza.

- Hasta que no recuerde todos sus conjuros tiene la habilidad "Recordar", la cual usa alguna magia aleatoria, sea aprendida o no.

- Yang: Yang Fang Leiden es el poderoso Monje experto en artes marciales de Fabul. Poderoso, cortés y valiente, vive en el castillo de dicho lugar con su esposa, protegiendo al rey.

- Entre sus habilidades posee Patada, que reparte el daño total de un ataque entre todos los enemigos.

- Cid: Cid Pollendina es el carismático ingeniero de máquinas experto de Baronía. Es quien fabrica las aeronaves y quien mejor las pilota. Aprecia mucho a Cecil y a Rosa, y está algo obsesionado con su edad.

- En las versiones 3D tiene la habilidad Mejora, la cual utiliza objetos para cambiar el elemento de su ataque.

- Palom y Porom: son gemelos aprendices de magos que utilizan la magia negra y blanca. El anciano de Mysidia los envía para ayudar a Cecil a alcanzar su completa resolución.

- Palom posee Magia Negra y la habilidad Farol, que aumenta el daño mágico.
- Porom posee Magia Blanca y la habilidad Llorar, que reduce la defensa del enemigo.
- Ambos poseen la habilidad Lanzamiento Dual, en la cual atacan al mismo tiempo con un poderoso ataque mágico.

- Edward: Edward Chris von Muir, en japonés llamado Gilbert Chris von Muir (ギルバート・クリス・フォン・ミューア Girubāto Kurisu fon Myūa?), es el príncipe de Damcyan que se disfraza de bardo para poder visitar a la hija de Tellah, Anna. Al comienzo, aunque muy débil y temeroso, recibe la visita del alma de Anna quien le dice que se haga más fuerte por ella y por su destino. Ataca con canciones según el tipo de arpa que use. Utiliza "Canción" para hacer al equipo más fuerte y también puede "Huir" por un momento para evitar todo tipo de daño, aunque esto también le prohíbe atacar.

- Posee la habilidad Canción, en la que utiliza un canto aleatorio, todos con distintos efectos.
- También posee Huida, que le permite evitar todo daño, pero también le impide atacar.

- FuSoYa: gran sacerdote de los lunarios. Aparece casi al final del juego, en el palacio de cristal de la Luna. Conoce una gran cantidad de magia negra y blanca. Además es el hermano de Kluya y tío de Cecil y Golbez.

#### Antagonistas
- Golbez: el cruel y despiadado nuevo capitán de las Alas Rojas de Baronía. Su objetivo es robar todos los cristales para propósitos desconocidos por cualquier medio. Ve en Cecil a una amenaza para sus planes y es a quien más vigila. Utiliza magia negra y se cubre con un escudo elemental que solo le deja un elemento de vulnerabilidad. Hasta casi al final del juego, se revela que es hermano de Cecil.

- Baigan: guarda real de Baronía, aunque más tarde se descubre que desde el principio estaba del bando de Golbez. Se transforma en monstruo para impedir a Cecil llegar hasta Cagnazzo.

- Scarmiglione: el Tirano Pútrido y uno de los cuatro Archidiablos Elementales de Golbez, con el elemento de la tierra. Se presenta en el Mt. Ordalía después de que Golbez le envie a detener a Cecil antes de que se convierta en Paladín. Fingiéndose derrotado, reaparecerá para atacar por la espalda cuando Cecil cruce el puente. Tiene ataques envenenantes y una gran fuerza física en esta forma pero se vuelve débil ante fuego.

- Cagnazzo: el Rey Anegado y uno de los cuatro Archidiablos Elementales de Golbez, con el elemento del agua. Se sospecha que desde el principio de la historia suplanta al Rey de Baronía. Palom debe atacar con Electro cuando empiece a formar agua a sus pies para dispersarla, de lo contrario atacará con un poderoso Tsunami.

- Barbariccia la Emperatriz de los Vientos (llamada erróneamente "Emperadora de los Vientos") y uno de los cuatro Archidiablos Elementales de Golbez, con el elemento del viento. Guarda la Torre de Zot mientras vigila a Kain y a Rosa. Kain debe usar Salto cuando la Emperatriz de los vientos cree un remolino para poder dispersarlo. De lo contrario, contraatacará cualquier otro ataque y será inmune a estos.

- Rubicante: el Preboste de la Llama y uno de los cuatro Archidiablos Elementales de Golbez, con el elemento del fuego. Rubicante es el encargado de custodiar la torre de Babil. Es muy noble y honorable, respeta ante todo a sus rivales, e incluso cura al grupo antes de luchar porque quiere una batalla justa. Cuando Edge lo acusa de matar a los reyes de Eblan responde que fue culpa del Dr. Lugae, diciendo que él nunca se lo ordenó.

- Elfo Oscuro: un elfo malvado que roba el cristal de Troia creyendo que le daría vida eterna.

- Hermanas Magus: tres hermanas hechiceras: Sandy, Mindy y Cindy. Son sirvientas de Barbariccia.

- Dr. Lugae: científico que vive en la torre de Babil. Va escoltado por un robot llamado Barnabás y, según Rubicante, es el causante de que los padres de Edge se transformasen.

- Zemus: lunario que se negó a entrar en su sueño eterno por todo el odio que tenía acumulado. Es tan grande su odio que es capaz de canalizarlo hacia los terrestres para tomar control sobre ellos, especialmente si comparten su sangre. El poder de su odio va todavía más allá ya que puede permanecer incluso si Zemus muere, en cuyo caso puede resultar devastador.

#### Secundarios
- Anna: hija de Tellah, de la que Edward estaba enamorado. Muere cuando las Alas Rojas destruyen el castillo de Damcyan.

- Anciano de Mysidia: mago superior y maestro de Palom y Porom, conocedor de la leyenda de los paladines.

- Rey de Baronía: crio a Cecil y a Kain como a sus propios hijos, por lo que se ha ganado la lealtad de ambos. Pero todo cambia cuando envía a sus soldados a cruentas misiones sin sentido. Más adelante en el juego se descubre la verdad y después de una batalla decide unirse al grupo en forma de Eidolón.

- Rey Giott: monarca de los enanos del inframundo.

- Luca: hija del rey Giott. Tiene unas siniestras muñecas llamadas Calcabrinas.

- Nombriri: personaje con aspecto de conejo capaz de poder cambiar de nombre a los integrantes. En el remake de DS esta función ya no está disponible por lo que se siente inútil, así que se embarca en una búsqueda para encontrar otra profesión en la que sea útil y el que va cambiando de nombre ahora es él. Cecil tendrá que ayudarlo con algunas misiones y a cambio recibirá recompensas únicas como el Gramófono (para escuchar música del juego) y algunas Habilidades como Viaje Seguro, el cual evita todo encuentro con monstruos salvajes. Ciertas opciones como Bestiario son entregadas al Chocobo Gordo.

### Los mundos de Final Fantasy IV
Final Fantasy IV se desarrolla en tres mundos, el terrestre, el subterráneo y el lunar, siguiendo la novedad de incluir más de un mundo jugable de la tercera entrega.
Como en Final Fantasy III, los dos primeros mundos están ubicados en un mismo planeta, la Tierra, también llamada "Planeta Azul".
Aprovechando las nuevas capacidades gráficas y de memoria de Super Nintendo, se visiona mundos más grandes, con más localizaciones, mejor diseñados y mejor representados haciendo uso del innovador Modo 7 de la época, como el mapeado del mundo lunar. Aunque gráficamente se nota mucho que su concepción y diseño nacieron de NES, teniendo detalles y gráficos pobres ya en 1991, viendo lo que ofrecía el mapeado de The legend of Zelda a Link to the Past, y Final Fantasy V más adelante.

#### El mundo Exterior
El primer mundo del juego, hogar de Cecil y compañía.
Aquí se inicia la trama del juego con el regreso de Cecil y las Alas Rojas al castillo de Baron. Este mundo se acaba con la destrucción del gigante de Babel y la ida de Cecil y compañía a la Luna por segunda vez. En el centro-norte del mapa hay un enorme continente donde se hallan la mayor parte de lugares y ciudades, y en el sur tres islas en las que se hallan Eblan, Agart y Mysidia, respectivamente.

#### El mundo subterráneo
El segundo mundo del juego, hogar de los enanos y el Rey Giott. Cecil entra por primera vez cuando hacen un agujero desde el exterior en busca de los cristales oscuros, y acaba cuando van a la Luna por primera vez. Este mundo se compone de grandes planicies y mesetas de tierra roja separadas por anchos ríos de lava.

#### El mundo lunar
El mundo final del juego, que trascurre en la propia Luna. Cecil y compañía inician la trama aquí cuando viajan por primera vez para buscar a Golbez, y acaba la trama y el juego en la batalla final contra Zemus. A pesar de ser pequeño y desértico hay algunos lugares interesantes, como la caverna de Bahamut, las ruinas lunares, etc.

## Versiones
Final Fantasy IV fue lanzado en una variedad de diferentes versiones para una variedad de plataformas. Cada versión cuenta la misma historia, ofrece los mismos personajes. No obstante, hay ciertas distinciones dominantes entre cada versión. 

### Super Famicom
Una versión modificada del juego fue lanzada en 1991 en Japón para Super Famicom, bajo el nombre de Final Fantasy IV Easytype. Mientras que en esta versión el juego conservó la trama, los gráficos y el sonido del juego original, el motor del juego había sido modificado para hacer al juego sustancialmente más fácil, y el producto terminado fue etiquetado "para jugadores principiantes". Erróneamente, mucha gente piensa que el Final Fantasy II estadounidense deriva de esta versión, ya que su aparición fue posterior. Sin embargo, es la versión Easytype la que realmente se hizo a partir del Final Fantasy II estadounidense, de ahí los enormes parecidos presentes en ambas versiones.
El Final Fantasy IV original fue alterado en varios aspectos para reducir el nivel de dificultad en Final Fantasy IV Easytype. Entre los cambios realizados se encuentran:
- El retiro de ciertos encantamientos mágicos. Los hechizos de magia blanca "Coraza", "Escudo" y "Disipar" fueron quitados, al igual que el encanto de invocación "Cocatriz".
- Eliminación/reemplazo de algunos artículos. En el juego original, casi cada una de las alteraciones de estatus (tales como Petrificación y Envenenamiento) tenían un artículo correspondiente utilizado para curarlo ("Aguja de oro" y "Antídoto", respectivamente). Estos artículos individuales fueron quitados para Final Fantasy IV Easytype. En su lugar, fueron sustituidos por el artículo "Panacea", que curaba todas las dolencias de estatus, sin embargo aun cuando este era extremadamente raro y costoso en la versión original, fue mucho más común y accesible en esta versión. Otros artículos, tales como "Éter", que eran extremadamente raros en el juego original, eran más comunes en Final Fantasy IV Easytype. Además, el juego original ofrecía un gran surtido de artículos mágicos que se podrían utilizar en combate para imitar los efectos de algunos tipos de magia. Todos estos artículos fueron eliminados para Final Fantasy IV Easytype. El original también contenía un artículo llamado la "Materia Oscura", que el personaje Edge podía robar de Zeromus durante la batalla final. Este artículo reducía grandemente el daño hecho por el ataque "Big Bang" de Zeromus, pero también fue quitado del juego.
- Retiro de ataques especializados. En la versión original, casi cada uno de los personajes jugables tenían un ataque especial: la "Umbría" de Cecil dañaba a todos los enemigos a cambio de un cierto daño para el mismo Cecil, "Recordar" de Tellah realizaba aleatoriamente un fuerte encanto mágico en los enemigos, la "Concentración" de Yang permitía que él hiciera un ataque doble, y así sucesivamente. Estos ataques fueron quitados de Final Fantasy IV Easytype. Curiosamente, en la batalla contra el doble de Cecil en el Monte Ordalía, los ataques de la copia eran exclusivamente con la técnica "Umbría".
- Precios reducidos en las tiendas de armamento y artículos. Los artículos, las armas, y las armaduras vendidas en las tiendas de Final Fantasy IV Easytype eran menos costosos que el material equivalente vendido en las tiendas del juego original.
- Cambios en la dificultad de los monstruos. Existía un número determinado de monstruos en el juego original (tales como Valvalicia) que solo podían ser dañados usando una secuencia específica de ataques, o solamente durante momentos específicos. La mayoría de estos requisitos especiales fueron quitados o disminuidos para Final Fantasy IV Easytype. Además, en la versión original, durante el combate, los monstruos ubicados más de dos espacios del grupo recibían solamente la mitad del daño de los ataques físicos. En Final Fantasy IV Easytype, estos monstruos recibían el daño completo en todos los ataques. También generalmente Los monstruos provocaban menos daño en Final Fantasy IV Easytype del que hacían en la versión original.
- Sprites diferentes de Zeromus. En el juego original y en Final Fantasy II (Norteamérica), la forma final de Zeromus se asemejaba a un insecto gigante. Estos sprites fueron cambiados en Final Fantasy IV Easytype para representar a un demonio rojo mucho más pequeño. Este monstruo en particular hace una aparición en Final Fantasy IV Advance como un enemigo extra llamado Zeromus EG (la EG significa "Easy Game" o juego más fácil).
- El equipamiento Cinta absorbe ataques elementales en Easytype.

### Easytype y Final Fantasy II (Norteamérica)
Final Fantasy IV Easytype es muy similar al juego lanzado en Norteamérica, pero el juego perdió un cierto contenido debido a la censura y a la pobre traducción. Entre los cambios principales están:
- Retiro de las imágenes religiosas judeocristianas. El caso más notable de esto es la retitulación de la magia blanca "Sanctus", "Holy" (Santo) a "White" (Blanco). Esto se debió a las pautas de Nintendo de América. Algunos ejemplos similares se pueden encontrar en las traducciones norteamericanas originales de Final Fantasy, Final Fantasy: Mystic Quest y Final Fantasy VI (este último lanzado como Final Fantasy III).
- Eliminación de referencias gráficas y textuales sobre muerte y violencia. Una vez más debido a las pautas de contenido de Nintendo, las imágenes juzgadas demasiado violentas o disturbantes fueron atenuadas. Las referencias a la muerte (y especialmente al suicidio) en la versión original fueron eliminadas en la traducción norteamericana original, y las secuencias fueron corregidas gráficamente. En un momento de la versión japonesa, Rosa es rescatada un instante antes de ser ejecutada por una guadaña gigante. En la versión norteamericana original, la guadaña fue sustituida por una bola gigante de metal.
- Nombres alterados de artículos y de ataques. Los nombres de algunos artículos de la versión japonesa original fueron cambiados para reflejar más directamente su uso. El artículo "Phoenix Down", por ejemplo, que era utilizado para revivir a los personajes lastimados/inconscientes, fue retitulado "Life" (vida) el artículo "Remedy", que curaba una vasta variedad de dolencias de estatus, fue retitulado "Heal" (cura), y el artículo "Potion", que restauraba los puntos de vida de un personaje fue retitulado "Cure" (curación). Similarmente, en la versión japonesa cada ataque mágico de convocación consistía en un nombre del monstruo y un nombre del ataque (por ejemplo, con la invocación de "Leviathan" este realizaba el ataque "Tsunami"); en la traducción inglesa original, el nombre del ataque fue omitida.
- Eliminación del "cuarto de los desarrolladores". En los juegos japoneses (la original y la versión Easytype), existía un cuarto secreto que se podría encontrar en el castillo de los enanos. Este sitio era básicamente un "huevo de Pascua" donde el jugador podría conversar (y, en ciertos casos, combatir) a las representaciones de los programadores del juego. incluso se podía encontrar un libro en el cuarto (conocido como el infame libro porno). El cuarto (y el libro) fueron quitados en la traducción inglesa original, pero restaurados para la edición de Chronicles.
- Escritura simplificada. La escritura original de la lengua inglesa ha sido atacada por su mala calidad. Además de un número de secuencias torpes o estilizadas, la escritura inglesa es substancialmente más corta y omite varios argumentos secundarios, más notablemente una historia alterna sobre el origen y la relación de Kain con su padre, y la motivación de Zemus con respecto a los planes de la colonización de la tierra.

### PlayStation
- El relanzamiento de PlayStation es casi idéntico a la versión original de Final Fantasy IV. Aunque se mantuvieron algunos cambios de menor importancia introducidos en Final Fantasy IV Easytype, pero éstos son tan raros que el jugador promedio fácilmente podría jugar el juego completo y nunca notarlos. El cambio más notable del lanzamiento de PlayStation es la inclusión de una secuencia de video en la apertura, la capacidad "correr" en los calabozos y ciudades sosteniendo el botón cancelar, y la capacidad de grabar temporalmente un juego en cualquier parte del mundo. Esta grabación permanecería en el RAM de PlayStation hasta que fuese sobre-escrita, se apagara el aparato o fuera interrumpido el juego.
- La localización norteamericana y europea de Final Fantasy IV para PlayStation ofreció una traducción enteramente reescrita que corrigió la mayoría de las discrepancias entre el juego original y Final Fantasy II de SNES. Sin embargo, ciertas secciones, tales como algunas bromas inventadas en esta versión fueron mantenidas intactas, ya que muchas de ellas alcanzaron un estatus de culto.

### WonderSwan Color
- La versión de Final Fantasy IV para WonderSwan Color careció de los FMVs de la versión de PSX, tuvo una disminución en la resolución de la pantalla, y se ajustaron la música y efectos sonoros para resolver las especificaciones técnicas del dispositivo.
- Sin embargo, un número de realces gráficos fueron hechos a los sprites de los personajes y a los fondos de los escenarios, proporcionando más detalles y sombras adicionales de color. Los retratos originales de los personajes fueron substituidos por retratos nuevos, más pequeños. También, ciertos sprites de algunos jefes fueron reemplazados a los mostrados en la versión japonesa Easytype del juego de Super Famicom.
- El juego también ofreció una dificultad aumentada que es diferente a las versiones original y Easytype.

### Game Boy Advance
La versión de Game Boy Advance fue lanzada el 12 de diciembre de 2005 en Norteamérica, mientras que la versión japonesa fue lanzada el 15 de diciembre de 2005. La versión japonesa también vino con una carátula temática adicional para Game Boy Micro, que mostraba dibujos de Cecil y Kain del artista Yoshitaka Amano. El juego se basa en gran parte de la versión de WonderSwan Color, con algunos cambios desde la versión original de SNES:
- La adición de retratos de los personajes en las cajas de conversación como los de Final Fantasy II en Final Fantasy I & II: Dawn of Souls
- Gráficos de la versión de WonderSwan con más mejoras, especialmente con los fondos de los escenarios de batalla.
- Música y los efectos sonoros mejorados de la versión de Wonderswan.
- La barra de tiempo de batalla activo aparece en el menú del combate, como en la mayoría de juegos después de Final Fantasy V.
- Nuevos monstruos y jefes, cambios en el comportamiento de los monstruos.
- Nuevos eventos.
- La posibilidad de cambiar de personajes durante la sección final del juego.
- Un área de entrenamiento de 8 pisos en Monte Ordalía para los miembros del grupo que no realizaron el viaje a la luna junto a Cecil donde se encuentran su equipamiento final.
- Nuevos artículos que incluyen mejor armamento para los miembros del grupo que no se unieron al viaje a la Luna con Cecil.
- Un calabozo de 50 pisos, generado aleatoriamente de acuerdo al nivel de los personajes, que solo se muestra después de la derrota de Zeromus
- Un bestiario dentro del juego y una sección de prueba de sonidos.
- Una función para guardar el juego temporalmente que permite guardar en cualquier momento fuera de una batalla (los archivos guardados se eliminan después del volver a cargar el juego)
- Sin embargo, también se introdujeron algunos bugs de menor importancia en el juego, notablemente en el sistema de combate, posiblemente fueron el resultado de simplemente de pasar el juego de una plataforma existente a otra en lugar de optimizar la programación completamente en el hardware del GBA. Ejemplos de esto incluyen el pasado por alto de los turnos de algunos personajes aleatoriamente donde se le da dos (y con menor frecuencia más de dos) turnos seguidos a un solo personaje (por ejemplo, después de que Edge ataca a un monstruo se le da instantáneamente otro turno sin esperar a que su barra de tiempo esté completamente llena). También se da cierto pausamiento durante las secuencias de vuelo en las naves (más frecuentes cuando se viaja de izquierda a derecha que cuando se vuela de norte a sur), y durante la navegación en los menús (dentro y fuera de los combates). Este último defecto hace que sea menos efectiva la selección de hechizos o armamento durante las batallas activas de rápida secuencia.

### Nintendo DS (3D Remake)
- El RPG ha sido editado por Square Enix y Matrix Software, con cinco idiomas en la entrega europea y traducciones al francés y español en la entrega norteamericana. La historia es la misma que la de SNES, se aprecia una mejora considerable en la calidad de animación siendo el juego enteramente tridimensional y es notorio por su dificultad aumentada. Es de notar también el nuevo sistema de habilidades en el que los personajes pueden encontrarlas a lo largo del juego y asignarlas permanentemente a cualquier miembro del grupo. Algunas habilidades son "transferidas" para los personajes temporales, por lo que si un personaje abandona el grupo puede dejar hasta un máximo de tres habilidades dependiendo del número que se le asignó.

### PlayStation Portable (HD Remake)
En marzo de 2011 se editó una nueva versión de Final Fantasy IV para PSP sin diferencias notables con la versión de SNES. Además del juego original, se incluye la secuela Final Fantasy IV: The After Years y una parte que une ambos juegos llamada Final Fantasy IV: Interlude.

### iOS(3D Remake)
El 20 de diciembre de 2012 se publicó la versión de Final Fantasy IV para los dispositivos con el sistema operativo móvil de Apple. Esta versión está basada en la creada años atrás para la Nintendo DS pero con mejoras en la jugabilidad y los gráficos, añadiendo además nuevos objetivos a través del Game Center (denominados logros que marcan los objetivos que se deben lograr para conseguirlos).

## Mercabilidad
Debido a que los dos juegos anteriores de la serie Final Fantasy no habían sido lanzados para el mercado estadounidense, fue lanzado a la venta bajo el título Final Fantasy II con el propósito de mantener continuidad. El relanzamiento de la versión para PlayStation (que fue derivado de la versión original) fue re-traducido y puesto a la venta en Norteamérica como parte de la compilación "Final Fantasy Chronicles", bajo el título Final Fantasy IV (donde fue vendido junto con el juego Chrono Trigger). El juego no recibió un lanzamiento oficial en Europa hasta el lanzamiento de la versión PAL de Final Fantasy Anthology para PlayStation en 2002 (donde fue vendido junto con el juego Final Fantasy V). A finales de 2005, el juego recibió otra traslación a la plataforma Game Boy Advance en Norteamérica y Japón bajo el título Final Fantasy IV Advance, que en sí mismo fue una traslación de la versión del WonderSwan Color, con algunas características adicionales agregadas. La versión de 2011 fue lanzada una nueva revisión de Final Fantasy IV para PSP, llamada Final Fantasy IV: The Complete Collection, celebrando el vigésimo año del lanzamiento del juego de Super Nintendo Entertainament System. Esta versión incluyó también The After Years y con nuevos videos hechos por ordenador.

## Desarrollo
En 1990, tras terminar Final Fantasy III, Square se propuso desarrollar dos juegos de Final Fantasy, uno para Nintendo Famicom (Nintendo Entertainment System en el resto del mundo), y otro para la consola aún en desarrollo Super NES. Ambos juegos corresponderían a la cuarta y quinta entregas de la serie, respectivamente
Sin embargo, debido a cuestiones económicas y de fechas de entrega, Square fue forzada a abandonar sus planes de la versión de Famicom y tuvo que continuar con el desarrollo de la versión para Super NES, que finalmente sería la cuarta entrega. A excepción de una captura de pantalla exhibida en algunas revistas, y de que se iba a ampliar el concepto de sistema de trabajos de su predecesor, no se tiene más información del desaparecido proyecto.
La dirección del juego corrió a manos del creador de la serie, Hironobu Sakaguchi, además del concepto original del mismo, siendo el primero para la Super Famicom. El diseño, a manos de Takashi Tokita, la música, como ya era tradicional, en las del veterano Nobuo Uetmasu, y el diseño del logo, las imágenes y los personajes también del veterano Yoshitaka Amano.
Acabada la tercera entrega de la serie, en 1990, y despidiéndose de la ya obsoleta y antigua NES, enseguida se pusieron a trabajar en la cuarta, deseosos de trabajar y explorar el hardware revolucionario, innovador y potente de la nueva consola de Nintendo, Super Famicom, y las nuevas posibilidades gráficas y sonoras que ofrecía, acabando la cuarta entrega en tan solo un año, en 1991.

## Música
La música fue compuesta entre 1990 y 1991 a cargo de Nobuo Uematsu, el compositor habitual de la saga.
Después de componer la música de las tres entregas anteriores, con el chip de sonido de NES, el potente Chip SPCS700 de la Super Famicom fue todo un avance para la música del juego y de la serie, pues permitía emular en calidad dignamente los instrumentos con samples MIDI, y podía añadir más voces que las tres que permitía NES. A partir de esta entrega, la música de la serie toma un nuevo alcance y rumbo, donde se puede concebir la idea e instrumentación original de Nobuo sin los límites que imponía NES.
Siendo Final Fantasy IV el primer trabajo musical para Super NES, y de la nueva generación, Nobuo sacó mucho provecho al SPC700, mejorando la calidad de composición, instrumentación, duración y originalidad de los temas, siendo hasta ese momento el trabajo al que le dedicó más tiempo, y le requirió más esfuerzo que en comparación con toda la música de las anteriores entregas y juegos, quedándose muchas veces hasta la madrugada componiendo y trabajando en su casa. Además, con 20 temas, también fue el que contenía más hasta la fecha.
La música otra vez bebe y tiene la influencia en la música académica europea, y en la de cine, aunque se advierte como novedad una pequeñísima influencia del rock, algo que cada vez adquiere más importancia en cada entrega (y a partir de la siguiente, la quinta, consigue un rol importante).
La influencia del rock se nota sobre todo en la batería, que, gracias a SPC700, adquiere una calidad muy alta; en el bajo eléctrico, que acompaña casi todos los temas, y en la canción "Dancing Calcobrena", donde un órgano de rock tiene el protagonismo total.
Es a partir de Final Fantasy IV, gracias al SPC700, donde los trabajos de Nobuo tienen una instrumentación rica y compleja, tal como quiere que suene el autor, donde por primera vez, a diferencia de Final Fantasy I, II y III, se pueden diferenciar y saber los instrumentos de cada tema.
La instrumentación básicamente es una orquesta sintezidada, de cuerdas, vientos metales, bajo eléctrico y batería, con participaciones de viento madera y arpa solamente en algunas, para gran parte de la música, como "Battle Theme I y II", los temas de la torre de Zot, de la Tierra de las Invocaciones, de las mazmorras y de los pueblos, entre otros.
En otros temas, la instrumentación es más sencilla, acorde al momento, como en el tema "Theme of Love", donde solamente suena una flauta dulce y un arpa. En el tema de Golbez, para indicar la maldad y lo gótico del asunto, un órgano de iglesia es lo que interpreta su tema, con claras influencias de la música organística de J.S.Bach y el misticismo de Mysidia, con esa instrumentación tan peculiar.
De Final Fantasy IV hay editados tres álbumes independientes, una cifra que nunca se había alcanzado hasta entonces enfocado en un solo juego de la serie. A partir de entonces, cada entrega tiene una versión adaptada al piano, la original y la especial. Esta entrega tiene la primera adaptación de la banda sonora tocada al piano, publicándose el disco en Japón el 21 de abril de 1992, siendo el tercer álbum y el último en salir.
El primer álbum, Final Fantasy IV: Original Sound Version, lanzado el 14 de junio de 1991, es la banda sonora del juego, con 44 pistas. Y el segundo álbum, Final Fantasy IV: Celtic Moon, lanzado en octubre de 1991, contiene una selección de temas arreglados e interpretados por el músico celta Máire Breatnach.

### Álbumes oficiales
| Año  | Álbum                                   | Información adicional                       |
| ---- | --------------------------------------- | ------------------------------------------- |
| 1991 | Final Fantasy IV Original Sound Version | Versión original del juego                  |
| 1991 | Final Fantasy IV Celtic Moon            | Versión arreglada al estilo de música celta |
| 1992 | Piano Collections Final Fantasy IV      | Versión arreglada para piano                |

#### Final Fantasy IV Original Sound Version
Final Fantasy IV Original Sound Version es el álbum que contiene la música original de la versión de Super Famicom de Final Fantasy IV. El álbum contiene las pistas musicales del juego, compuestos, arreglados, producidos e interpretados por Nobuo Uematsu. Contiene un CD de 44 pistas con una duración total de 58:25. Fue primeramente publicado el 14 de junio de 1991 por Square Co./NTT Publishing, y reeditado posteriormente el 26 de noviembre de 1994 y el 1 de octubre de 2004, por NTT Publishing Co., Ltd. La primera edición tiene el número de catálogo N23D-001, y las posteriores reediciones NTCP-5014. 
Algunos temas no han sido incluidos en el álbum, es el caso de Chocobo Forest, la música para la chica bailarina, la corta intro para "Cry in Sorrow/Sorrow and Loss", y varias fanfarrias.

## Créditos de producción

### Personal original
- Director — Hironobu Sakaguchi
- Composición musical — Nobuo Uematsu
- Diseño de personajes — Yoshitaka Amano
- Dirección de diseño — Takashi Tokita
- Dirección de programación — Ken Narita
- Dirección de diseño gráfico — Hiromi Nakada y R. Tanaka
- Diseño de mapas — Yasushi Matsumura
- Diseño de combate — Kazuhiko Aoki, Hiroyuki Itoh y Akihiko Matsui
- Programación de combate — Kiyoshi Yoshii y Katsuhisa Higuchi
- Gráficos de combate — Tetsuya Takahashi y Masanori Hoshino
- Programación de menús — Keitarou Adachi
- Programación de música — Minoru Akao
- Efectos sonoros — Kenji Ito y Akira Ueda
- Traducción al inglés (versión de SNES) — Kaoru Moriyama, K. Okahisa y H. Takahashi
- Productor ejecutivo — Masafumi Miyamoto

### Versión de PlayStation
- Productores ejecutivos — Hironobu Sakaguchi y Shinji Hashimoto
- Director — Kazuhiko Aoki
- Supervisor — Fumiaki Fukaya
- Efectos sonoros CG — Eiji Nakamura
- Ingeniero de grabación — Kenji Nagashima
- Productor — A. Imai
- Productor de publicidad — Manabu Denno
- Traslación — Tose Co.
- Supervisor de secuencias CG — Atsushi Murata
- Programación en Norteamérica/Europa – Square Co., Ltd.
- Director general de la localización — Akira Kashiwagi
- Director de la localización — Goro Uenishi
- Asistentes de la localización — Mai Morofushi, Tomoko Sekii
- Director ejecutivo QA — Hiromi Masuda
- Clasificación Y Asesor Jurídico QA — Reiko Kondo
- Supervisor QA — Takashi Sannohe
- Asistente de la coordinación QA — Yuichiro Shirota, Shinichi Terai
- Distribución en Norteamérica/Europa – Square Soft, Inc.
- Vicepresidente Mayor — Yuji Shibata
- Especialista principal de la localización — Ryosuke Taketomi
- Especialista de localización — Brody Phillips
- Editores — Jennifer L. Mukai and Richard Amtower
- Asistente de la localization — Rika Maruya
- Encargado auxiliar de la localización — Ryosuke Taketomi
- Encargado de la localización — Yutaka Sano
- Administrador mayor de QA — Jonathan Williams
- Asistente de administración QA — David Carrillo
- Analista principal de producción — Jeff J. Love
- Asistente de análisis de producción — Nicholas M. Pisani
- Analistas del producto — Aaron J. Adams, Mathew Clift, Chris Manprin y Michelle Ng
- Traductor QA — Kenji Nakamura
- Analista encargado mayor — Jaime J. Bencia

## Recepción

### Ventas
La versión de Super Famicom en Japón ha vendido 1.5 millones de copias.
En el 2003, Final Fantasy IV alcanzó los 2.16 millones de ejemplares, sumando la versión de Playstation.
De las otras versiones y los otros mercados se desconocen las ventas.

### Críticas
| Famitsu   | 36 de 40. | Impreso                                                  |
| GamePro*  | de        | → Archivado el 11 de octubre de 2007 en Wayback Machine. |
| GameSpot* | 8.1 de 10 | →                                                        |
| IGN*      | 9.0 de 10 | →                                                        |
| RPGFan*   | 75 de 100 | →                                                        |
| RPGGamer* | 5 de 10   | →                                                        |
| Notas:    |           |                                                          |

Final Fantasy IV es una de las entregas mejor valoradas y conocidas en general, en especial el mercado japonés y estadounidense, siendo considerado y valorado como uno de los mejores juegos de todos los tiempos de Super Famicom, piedra angular del género, y de la compañía, según crítica y público.
Esta entrega fue el primer título del género y de la saga donde el argumento tiene una calidad sobresaliente, complejo, lleno de giros y sorpresas por doquier. Su profundidad argumental fue toda una novedad y revolución en el género, siendo a partir de esta entrega, donde el argumento es un punto fuerte dentro del género y la serie, con la excepción de la quinta entrega.
El apartado musical también está muy bien valorado, según la crítica y público siendo una de las mejores bandas sonoras de la serie y del género, una de las más queridas y celebradas por el gran público, como así lo demuestra, como ejemplo los vídeos de YouTube.
Sin embargo, uno de los aspectos más débiles y criticados, es el apartado gráfico, primitivo para la época en que salió, con gráficos más parecidos a los de NES que a los de Super NES.
Otro aspecto negativo, según la crítica y el público, aplicable solo en la versión Hard type, es la alta dificultad, una de las más altas de la saga junto con la tercera y quinta entregas.
Las versiones de GBA y PlayStation, además, añaden errores y problemas que no tenía la versión de Super NES: la lentitud de los combates, más patente en GBA por el porte de TOSE.

## Publicaciones
En Japón se publicó en 1991 una guía de estrategia oficial a todo color, basada en la versión Hardtipe de Super Famicom.
En América, Nintendo Power en 1991 lanzó una guía oficial autorizada por Nintendo América basada en la versión Final Fantasy II estadounidense.
En 1999, la editorial XXXX lanzó otra guía oficial en América, esta vez basada en la versión de PlayStation.
Más recientemente, en 2005, otra vez por Nintendo Power, se publicó la guía oficial basada en la versión de Game Boy Advance estadounidense.
En Europa, a pesar de haberse lanzado dos versiones del juego, no se ha publicado ninguna guía oficial del juego.